# Mikuni KennedyEgbus
Mikuni KennedyEgbus (sinh ngày 23 tháng 6 năm 2000) là một cầu thủ bóng đá người Nhật Bản.

## Sự nghiệp câu lạc bộ
Mikuni KennedyEgbus hiện đang chơi cho Avispa Fukuoka.